# Abel muerto
Abel muerto es un óleo del pintor peruano Carlos Baca-Flor realizado alrededor de 1886. Es parte de la colección pictórica del Museo de Arte de Lima (MALI).
El óleo sobre tela es un estudio del cuerpo humano desnudo, a través de un modelo en escorzo. La pintura fue adquirida por el MALI en 1955, y restaurada en 1959, bajo el patrocinio de Julio Lugón Badaracco.